# Ramutówko (gmina)
Ramutówko (alt. Romutówko; od 1925 Miszewo Murowane) – dawna gmina wiejska istniejąca do 1925 roku w guberni płockiej i woj. warszawskim. Siedzibą władz gminy było Ramutówko.
Za Królestwa Polskiego gmina Ramutówko należała do powiatu płockiego w guberni płockiej.
W okresie międzywojennym gmina Ramutówko należała do powiatu płockiego w woj. warszawskim. Jednostkę o nazwie gmina Ramutówko zniesiono 9 grudnia 1925 roku, w związku z jej przemianowaniem na gminę Miszewo Murowane.